# 행복한바오밥
주식회사 행복한바오밥(영어: Happy Baobab)은 2004년에 설립된 대한민국의 보드 게임 회사이다.

## 연혁
- 2004년 10월 14일: 회사 설립[2]

## 출시게임
- 티켓 투 라이드
- 도블
- 콜트 익스프레스
- 스트림스
- 셈셈 피자가게
- 셈셈 눈썰매장
- 고피쉬
- 잉글리씨 주니어 원정대
- 달려라 Why?